# Plastic Letters
Plastic Letters je druhé studiové album americké skupiny Blondie. Vydala jej společnost Chrysalis Records v únoru roku 1978. Nahráno bylo v newyorském studiu Plaza Sound Studio a jeho producentem byl Richard Gottehrer. V hitparádě Billboard 200 se umístilo na 72. místě, v britské UK Albums Chart na desátém.

## Seznam skladeb
1. „Fan Mail“ – 2:38
2. „Denis“ – 2:19
3. „Bermuda Triangle Blues (Flight 45)“ – 2:49
4. „Youth Nabbed as Sniper“ – 3:00
5. „Contact in Red Square“ – 2:01
6. „(I'm Always Touched by Your) Presence, Dear“ – 2:43
7. „I'm on E“ – 2:13
8. „I Didn't Have the Nerve to Say No“ – 2:51
9. „Love at the Pier“ – 2:27
10. „No Imagination“ – 2:56
11. „Kidnapper“ – 2:37
12. „Detroit 442“ – 2:28
13. „Cautious Lip“ – 4:24

## Obsazení
- Debbie Harry – zpěv
- Chris Stein – kytara, baskytara, vibrafon
- James Destri – klavír, varhany, syntezátor, doprovodné vokály
- Clem Burke – bicí, doprovodné vokály
- Frank Infante – baskytara, kytara
- Dale Powers – doprovodné vokály